# Land art
El land art, lant, earth art o earthworks (propuesto por Robert Smithson), también conocido como arte de la Tierra, arte ambiental u obras de tierra, es una corriente del arte contemporáneo en la que el paisaje y la obra de arte están estrechamente enlazados. Utiliza a la naturaleza como material (madera, tierra, piedras, arena, viento, rocas, fuego, agua, etc.) para intervenir en sí misma. La obra generada es a partir del lugar en el que se interviene, que algunas veces parece un cruce entre escultura y arquitectura, y en otras un híbrido entre escultura y arquitectura de paisaje, en donde juega un papel cada vez más determinante en el espacio público contemporáneo. 

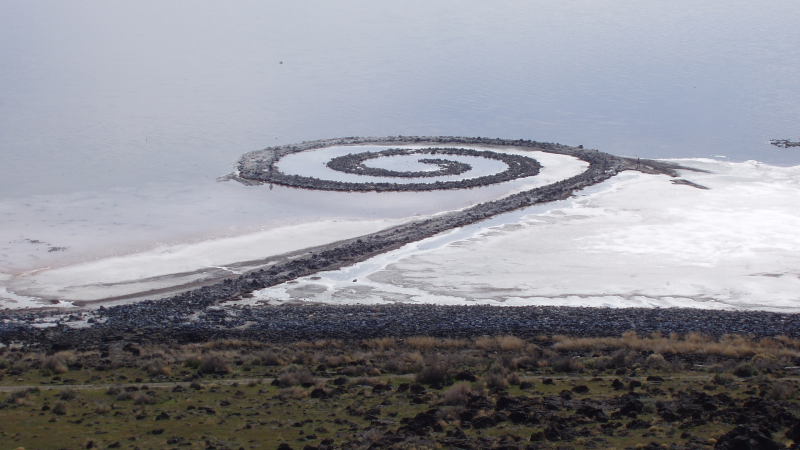
Fotografía de Spiral Jetty por el escultor estadounidense Robert Smithson desde la montaña Rozel Point, Utah (mediados de abril de 1970).

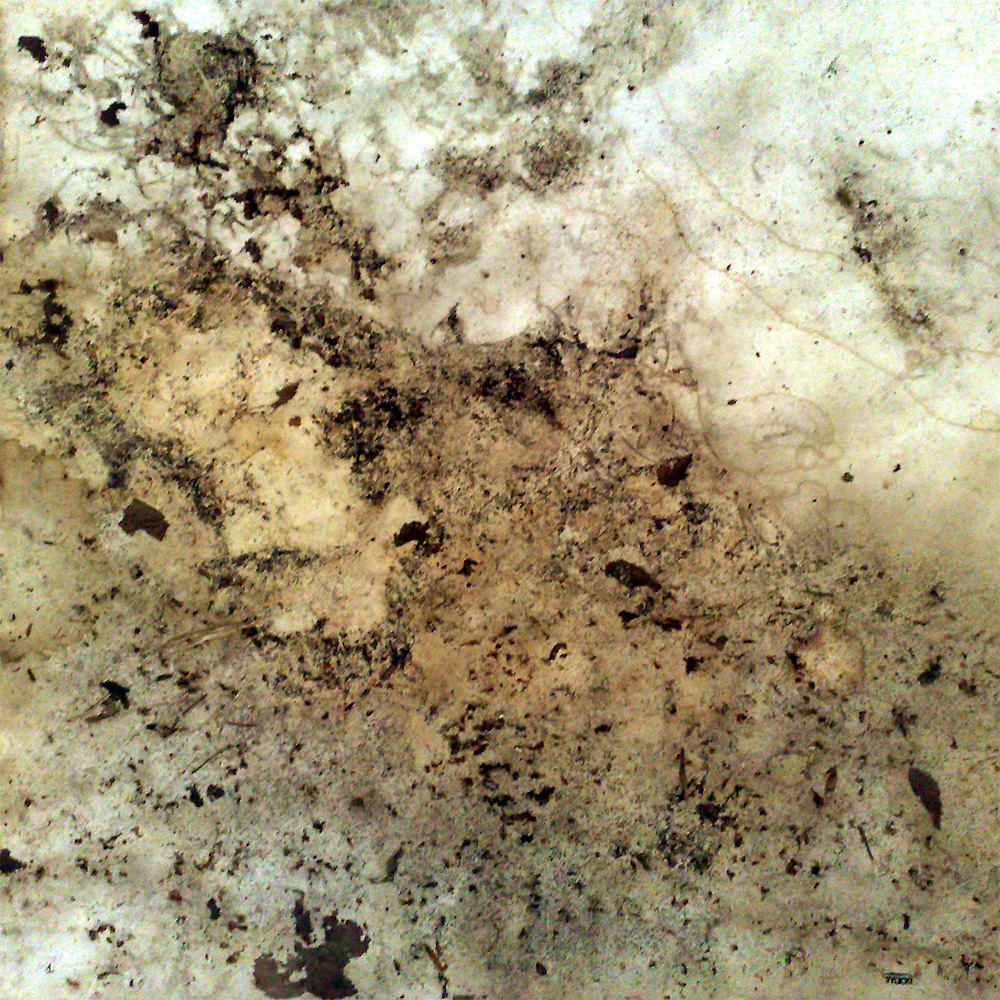
Jacek Tylicki, Natural Art N º 1, 4 días en la pradera, al sur de Suecia. Papel de acuarela. 460 x 460 mm. 16/07 - 20/07 1973

Generalmente, las obras se mantienen en el exterior, expuestas a los cambios y a la erosión del entorno natural y, por ende, algunas han desaparecido, quedando de ellas sólo el registro fotográfico/fílmico. Los artistas del land art también exploraron una categoría derivada del land art, las esculturas site-specific, diseñadas para una localidad exterior específica. 
Las primeras obras se realizaron en los paisajes desérticos del Oeste estadounidense a finales de los años sesenta. 
Su finalidad es producir emociones plásticas en el espectador que se enfrenta a un paisaje determinado. El principio fundamental del land art es alterar, con un sentido artístico, el paisaje, para producir el máximo de efectos y sensaciones al observador. Se pretende reflejar la relación entre los humanos y la Tierra, el medio ambiente y el mundo, expresando al mismo tiempo el dolor, debido al deterioro ambiental del clima que existe hoy en día. Lo principal es la interacción del humano-artista con el medio ambiente.
El arte Paisajista es la representación en el arte de paisajes naturales como: valles, ríos, árboles, bosques o montañas, con una vista amplia de los elementos que conformar una composición lógica con el tema.
Los paisajes en el arte pueden ser completamente copiadas de la realidad o incluso imaginarios, se pueden distinguir tres tipos fundamentales por ejemplo:
Paisaje Cósmico o Sublime, aquí la naturaleza se presenta de manera salvaje, no necesariamente representa lugares existentes, en este mismo punto encontramos el Paisaje Naturista que refleja naturalezas grandiosas, abundantes y salvajes en donde los fenómenos atmosféricos o naturales aparecen.
Naturaleza Dominada, la esencia del hombre hace que la naturaleza no aparezca amenazante y tras el avance del crecimiento social a menudo termina siendo un Paisaje Topográfico, que representa un lugar preciso o identificable con una naturaleza escasa.
Naturaleza Colonizada, aquí aparecen campos cultivados de relieves, llanuras con casa, caminos entre otras construcciones humanas, en donde el hambre ha hecho suyo el entorno natural, dentro de este tipo de paisajes entra el Paisaje Clásico, el cual es la representación de una naturaleza ideal, perfecta y grandiosa esta corriente Artística fue creado por Annibale Carracci y seguido por Domenichino y el francés Poussin.
El artista de land art utiliza como materia prima para sus obras la tierra, el medio ambiente. El soporte y el material es el propio paisaje existente, tanto urbano como rural, lo mismo montañas, que desiertos. Su principal técnica es la intervención en el paisaje, en donde sus trabajos llegan a interactuar con el medio ambiente ahora de forma más directa, modificando una fracción del paisaje. Los artistas de land art modifican la topografía, cavan zanjas, simas o surcos; hacen grandes movimientos de tierras usando excavadoras o camiones oruga; construyen enormes rampas o embalan edificios (Christo y Jeanne-Claude) o rocas; distribuyen colorantes en playas o desiertos, pintan árboles o piedras... Algunos, como Richard Long, simplemente caminan una y otra vez para marcar un camino, o colocan piedras, o hacen espirales con algas.
Para ello el arte interviene dentro del paisaje, dentro de la estructura misma de este, modificándolo. Ya sea desde una postura contrastante o mimética, en la cual se realiza una operación extractiva o sumativa, construida con elementos que se encuentran dentro de este mismo entorno (tierra, agua, luz, etc.)

## Finalidad

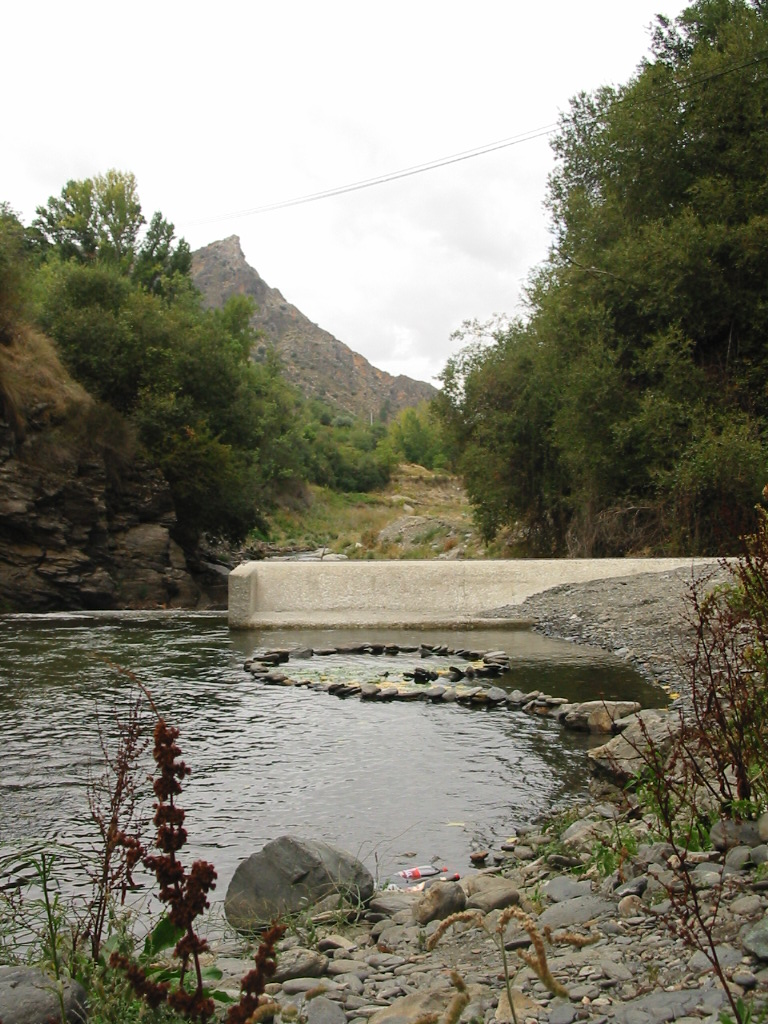
Milagrosa espiral de Güéjar Sierra, proyecto realizado por los alumnos de la Escuela Técnica Superior de Arquitectura de Granada

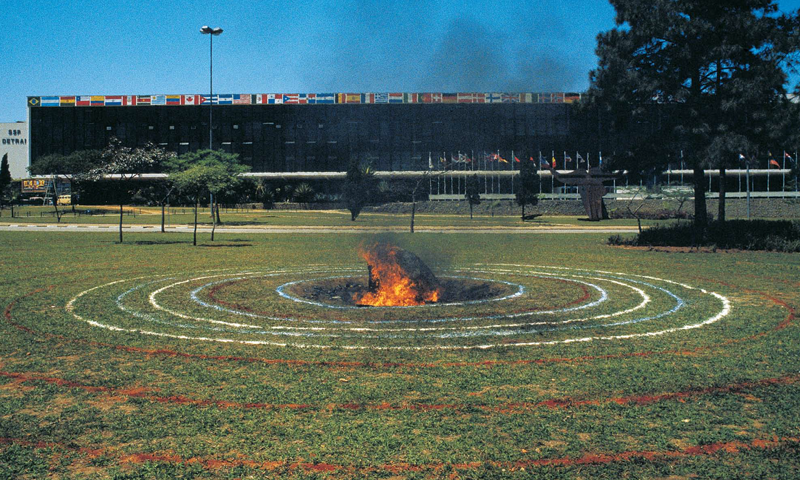
Meteorite por Milton Becerra en Parque do Ibirapuera, XVIII Biennial of Sao Paulo, Brazil (1985).

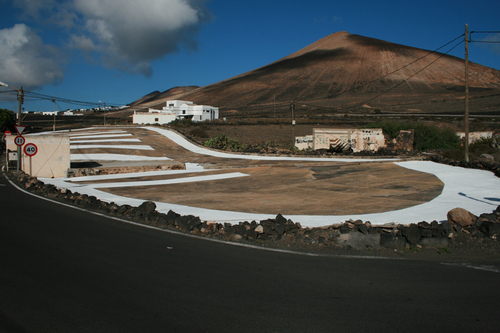
Eberhard Bosslet, side effect X, Tías, Lanzarote, (2008)

Su finalidad es producir emociones plásticas en el espectador que se enfrenta a un paisaje determinado. El principio fundamental del Land Art es alterar, con un sentido artístico, el paisaje, para producir el máximo de efectos y sensaciones al observador. Se pretende reflejar la relación entre los humanos y la Tierra, el medio ambiente y el mundo, expresando al mismo tiempo el dolor, debido al deterioro ambiental del clima que existe hoy en día. Lo principal es la interacción del humano-artista con el medio ambiente.
Para ello el arte interviene dentro del paisaje, dentro de la estructura misma de este, modificándolo. Ya sea desde una postura contrastante o mimética, en la cual se realiza una operación extractiva o sumativa, construida con elementos que se encuentran dentro de este mismo entorno (tierra, agua, luz, etc.)
El paisaje es parte fundamental de la obra, el que indica muchas veces el que hacer. El artista dialoga primero con el entorno y posteriormente la obra realizada en él conservará esta conversación. Así surge la transformación que permite a esta experiencia artística recuperar valores ancestrales, comunicar ideas, pensamientos y sensaciones.
El land art establece un diálogo, muchas veces de carácter arquitectónico pero siempre bajo el imperativo artístico, con la naturaleza. Expone delante del espectador un mundo que requiere de este para su comprensión que se compenetre con mucha más intensidad que la empleada para la simple visión de un paisaje.
Para conseguir que el hombre pueda apropiarse del territorio, modificándolo y reinterpretándolo según su sensibilidad, es necesario que el artista entienda el lugar en el cual va a trabajar, compenetrándose con él. Con el land Art, el hombre deja su huella en la Naturaleza, estructurando un nuevo paisaje bajo su sensibilidad y su capacidad de interpretación de la misma.
La obra resultante es mucho más efímera que la resultante del arte convencional. De ahí que se fotografía o se recoge en planos, bocetos o grabaciones audiovisuales. Cuando así es mostrada al público en exposiciones y galerías, el espectador debe «re-construir» mentalmente lo ocurrido, según la historiadora del arte Antje von Graevenitz.

## Historia
La corriente comenzó en octubre de 1968 con la exposición grupal «Earthworks» en la Dwan Gallery de Nueva York. Virginia Dwan, fundadora de la galería, fue la mecenas principal de la corriente durante los años 1960 y patrocinó las monumentales esculturas de los pioneros Robert Smithson y Michael Heizer.

Es interesante construir una escultura que intenta crear una atmósfera de asombro. Pequeños trabajos también pueden lograrlo, pero esa no es mi experiencia. Inmensas, arquitectónicamente grandes esculturas, ambos como objeto y atmósfera (…). Creo que las grandes esculturas producidas en los sesentas y setentas por un gran número de artistas fueron una reminiscencia de la época cuando las sociedades estaban comprometidas a la construcción masiva de significantes obras de arte.
Michael Heizer, 1984

En febrero de 1969, Willoughby Sharp fue curador de «Earth Art», la primera exposición dedicada a producir y presentar obras de arte de esta corriente en Estados Unidos. Tuvo lugar en el Andrew Dickson White Museum of Art (predecesor del Museo de Arte Herbert F. Johnson) en Cornell University, Ithaca, Nueva York. La muestra contó con instalaciones site-specific de los siguientes artistas: Walter De Maria, Jan Dibbets, Hans Haacke, Michael Heizer, Neil Jenney, Richard Long, David Medalla, Robert Morris, Dennis Oppenheim, Robert Smithson y Gunther Uecker.  Inicialmente se había incluido a Michael Heizer y a Walter De María, sin embargo, estos no fueron mencionados en el catálogo. Carl André también fue invitado pero finalmente declinó la propuesta. La exposición fue dirigida por Thomas W. Leavitt. Gordon Matta-Clark, quien vivía en Ithaca en ese momento, fue invitado por Sharp para ayudar a los artistas invitados con la ejecución de sus obras para la exposición. Dentro del catálogo, Leavitt se refiere sobre el earth art de la siguiente manera:

Earth art es una faceta dentro de una tendencia general entre los artistas contemporáneos más jóvenes los cuales han renunciado a la construcción de objetos artísticos en pos de la creación de experiencias artísticas relacionadas con un amplio. Si esta tendencia prevalece, podría transformar completamente la estructura del mundo del arte. Los museos que desean apoyar los esfuerzos de los artistas tendrán que pensar en incrementar el respaldo de proyectos en lugar de adquirir objetos artísticos o programar exhibiciones convencionales.
Thomas W. Leavitt

En 1970, Smithson creó, probablemente, la más famosa obra del land art Spiral Jetty (1970) en la que organizó rocas, tierra y algas para formar una larga espiral que sobresale en el Gran Lago Salado. La obra es visible dependiendo de los niveles de fluctuación del agua. Gravel Mirror with Cracks and Dust (1968), otra obra de Smithson, es un ejemplo de obra del land art que existe dentro de una galería en lugar de un ambiente natural, es decir, la naturaleza se descontextualiza de su espacio para ser transportada a la galería. La simplicidad de la forma y el tipo de materiales de la obra la conectan con las características del minimalismo. 
Asimismo, el land art mantiene una conexión con el arte povera en el uso de materiales tradicionalmente considerados «poco artísticos» o «sin valor». El fundador del arte povera, el italiano Germano Celant, fue uno de los primeros curadores en promover el land art.

## Formas del land-art

### Empleo de materiales de la naturaleza
- Tierra (Robert Smithson, Michael Heizer). Ejemplo de ello serían las obras de Heizer Doble negativo (1969), con 240.000 toneladas de arenisca excavadas y desplazadas en el río Virgen, Mormond Mesa, Nevada, o su Masa desplazada/reemplazada del mismo año, en Silver Springs, Nevada.
- Maderos, troncos, etc. (Nils Udo, Gary Rieveschl, Andy Goldsworthy).
- Piedras, amontonamientos, túmulos (Richard Long, Andy Goldsworthy, Carl Vetter, Alan Sonfist). Podría citarse como ejemplo la obra de Richard Long Un círculo en Islandia, de 1974, hoy destruido.

### Artificio y como contraste o resalte de la naturaleza
- Telas. Es prototípica la obra de Christo & Jeanne-Claude, con ejemplos como Islas rodeadas (1980-1983) en Bahía Vizcaína (Biscayne Bay), Greater Miami, Florida o El Reichstag empaquetado, Berlín, 1995.
- Pararrayos, como la instalación de Walter De Maria titulada The Lightning Field [Campo de relámpagos, 1974-1977], 400 postes de acero, de distintas alturas, clavadas en Quemado, Nuevo México, que intentan atraer la caída de rayos.
- Aparatos, máquinas, móviles en los que intervienen las fuerzas naturales tales como el fuego, el agua o el aire (Susumu Sh).

Marea Negra. Fuente móvil y multimedia con peces vivos. (Toni Milián. 1990).

### Redescubrimiento y puesta en escena del orden cósmico y de las fuerzas naturales
- Orientaciones solsticios y equinoccios (Robert Morris, Nancy Holt).
- El viento a través de la fuerza eólica (Douglas Hollis).
- El fuego, la luz y los reflejos (Susumu Shingu).
- El agua: corrientes de agua, restos que deposita un río o el mar (Eberhard Eckerle, Dominique Arel).

### Otros
El tiempo expresado como arte:
- La descomposición, el ciclo vital (Jochen Duckwitz, Andrew Leicester).
- El reciclaje (Gary Rieveschl).
- "Fecundación" Arte efímero destruido por la superstición de los paseantes (Toni Milián. 1984. Guatiza, Lanzarote).

El paseo como arte:
- El movimiento (Richard Long, Hamish Fulton). Es típica la obra de Richard Long A Line Made by Walking (1967).

## Artistas deland art
Tuvo predecesores, como la obra de Isamu Noguchi (Playgrounds, Playmountains, 1940), Herbert Bayer (Earth Mound de 1966 en Aspen, Colorado) y Dani Karavan (n. 1930, artista de ambientes como su Monumento a la paz en el desierto de Neguev, 1963-1968).
- Alice Adams (, n. 1930)
- Milton Becerra
- Eugenio Bermejo
- Alberto Burri  (, 1915-1995)
- Eberhard Bosslet
- Christo (n. 1935) y Jeanne-Claude (n. 1935). Famosos por sus obras en las que envuelven distintos monumentos, edificios y paisajes con tela. Son considerados artistas del land art a pesar de que ellos se enmarcan dentro del Enviromental art.
- Efrén Fernández Varón (, n. 1938-2019). Inventor del Barranquismo en Colombia.
- Walter De María ((, 1935-2013), que realiza obras de raíces simbólicas y mitológicas.
- Pierre Duc
- Juan Doffo
- Hamish Fulton (, 1946)
- Andy Goldsworthy (, 1956)
- Nicolás García Uriburu (Argentina, 1937-2016)
- Michael Heizer (n. 1944)
- Agustín Ibarrola (, 1930-2023)
- Richard Long (Bristol, 1945)
- Ana Mendieta (1948-1985)
- Robert Morris (, 1931-2018)
- Dennis Oppenheim (, 1938-2011) y sus Snow Projects (proyectos-nieve).
- Robert Smithson ((, 1938-1973)
- Cecilia Vicuña (Santiago de Chile, 1948-)
- Alan Sonfist
- James Turrell
- Jacek Tylicki
- Olafur Eliasson (Green River)  (, 1967)

## Centros relacionados con elland art
Existen centros de arte o parques de esculturas que trabajan en la difusión e investigación de este movimiento artístico en algunos países occidentales. En Suiza existe el Land Art Biel Bienne.En España existen algunos proyectos como el CDAN, Centro de Arte y Naturaleza de la Fundación Beulas (Huesca), (CERRADO como tal fin) la Fundación NMAC (Montenmedio, Cádiz) parque de esculturas  SIERRA centro de arte(Sin funcionamiento trabajos land-art), Centro de Arte y Naturaleza Cerro Gallinero de Hoyocasero, Ávila, Sierra de Gredos www.cerrogallinero.com donde el artista trabaja para este territorio, CACIS (Cataluña), www.valdelarte.com en Sierra de Aracena (Huelva) que tienen como referencia principal el Land art, arte y ecología o Earth ART.

### Roden Crater
El artista James Turrell adquirió en 1977 un cráter volcánico de 400,000 años. El cráter está ubicado en el campo volcánico de San Francisco, muy cerca del "Painted Desert" en Arizona y del Gran Cañón. En 1979, Turrell, comenzó la construcción de su obra más monumental, convirtiendo el cráter en un observatorio a ojo desnudo, y un lugar de exploración de la luz, los astros y los movimientos celestes. Turrell busca que el arte este rodeado de la naturaleza de tal forma que la luz natural defina los espacios. "Roden Crater" es el resultado del patrocinio de la fundación Skytone Foundation en cooperación con the Lannan Foundation y Dia Center for the Arts.